# Sanctuaire du Sacro Speco
Le monastère de Saint Benoît, ou le “Sacro Speco” (Sainte grotte), est un ancien monastère bénédictin situé sur le territoire de Subiaco, dans la région Latium, en Italie centrale, dans le parc régional des monts Simbruins.
Le Sacro Speco est la grotte où Benoît de Nursie (vers 480 - 547) a vécu dans la pénitence et la contemplation au VIe siècle, jusqu'à ce qu'il ait une première expérience comme abbé à Vicovaro vers 510, puis fonde une douzaine de monastères à Subiaco, et parte ensuite au mont Cassin vers 529.

## Histoire
L'église inférieure, avec le noyau originel du monastère, a été bâtie au-dessus de la grotte à la fin du XIIe siècle. L'église supérieure a été édifiée encore au-dessus au milieu du XIVe siècle.

## Description
Le monastère se trouve dans la courbure d'une paroi rocheuse énorme et il est soutenu par neuf arches.
L'intérieur, labyrinthe complexe de salles, églises, chapelles, parfois construites dans la roche, est recouvert de fresques de différentes périodes: 
- dans l'église inférieure, des œuvres byzantines du neuvième siècle dans la grotte dite des pasteurs[1], la précieuse représentation de saint François (1223), réalisée trois ans avant sa mort, les peintures du peintre italien de la seconde moitié du XIIIe siècle appelé Magister Consolus[2],
- dans l'église supérieure, les fresques de l'école ombrienne et toscane (XIVe et XVe siècles).

A noter également la statue de saint Benoît, par Antonio Raggi (1657).

## Galerie de photos

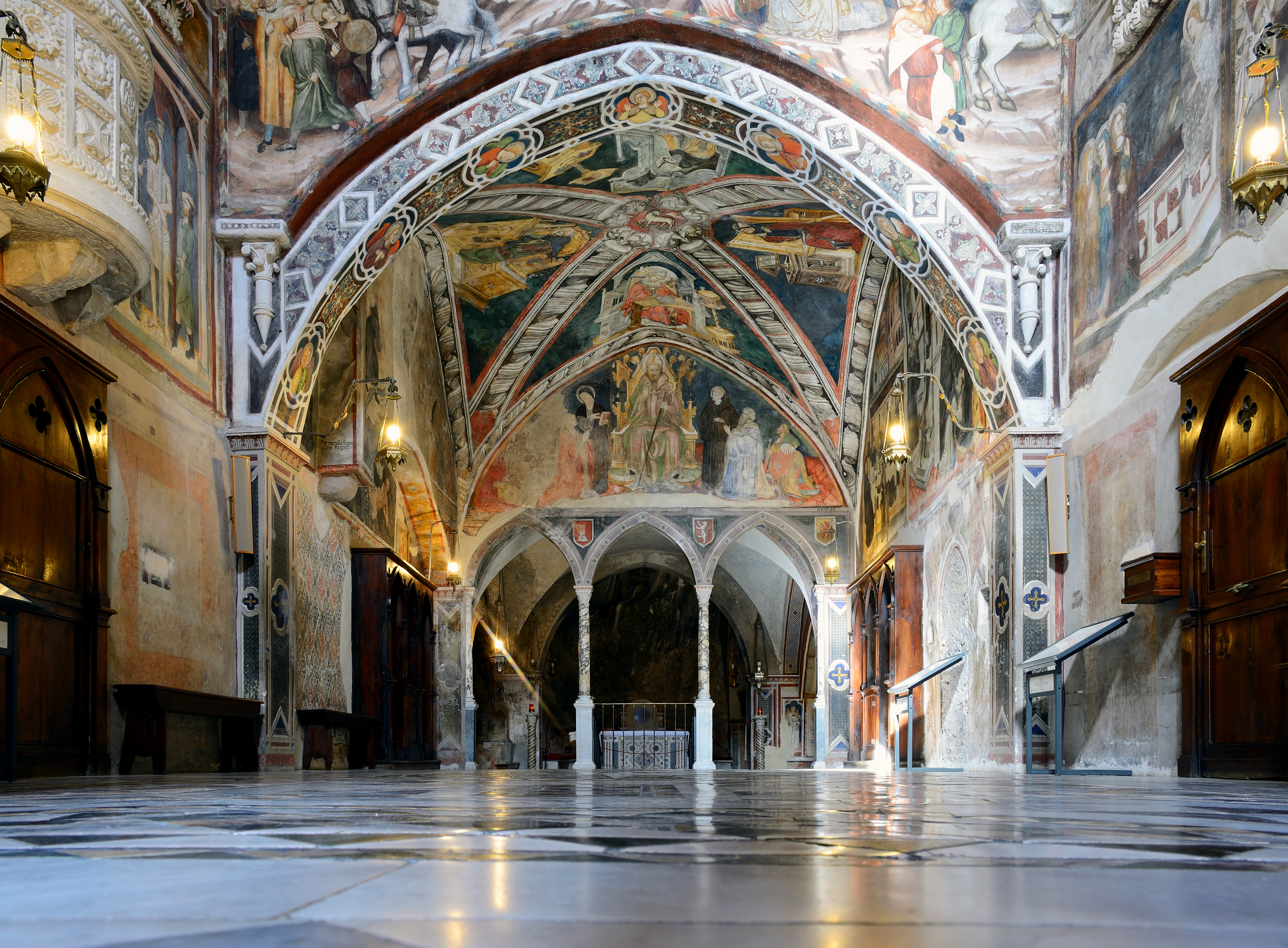
L'église médiévale du Sacro Speco
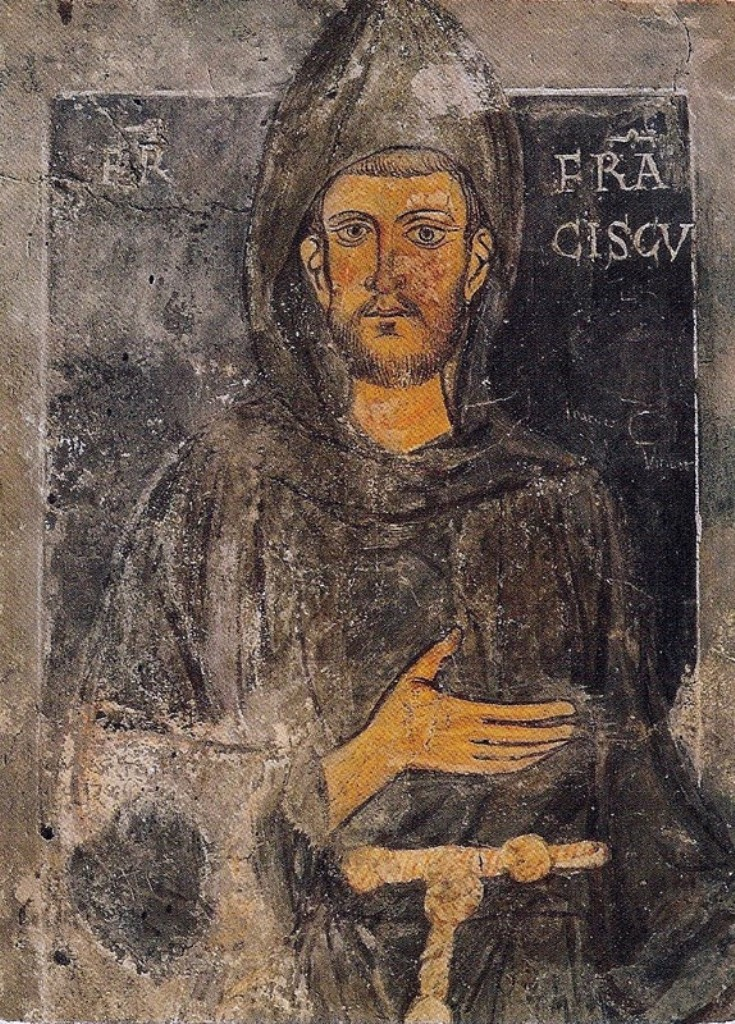
Saint François d'Assise
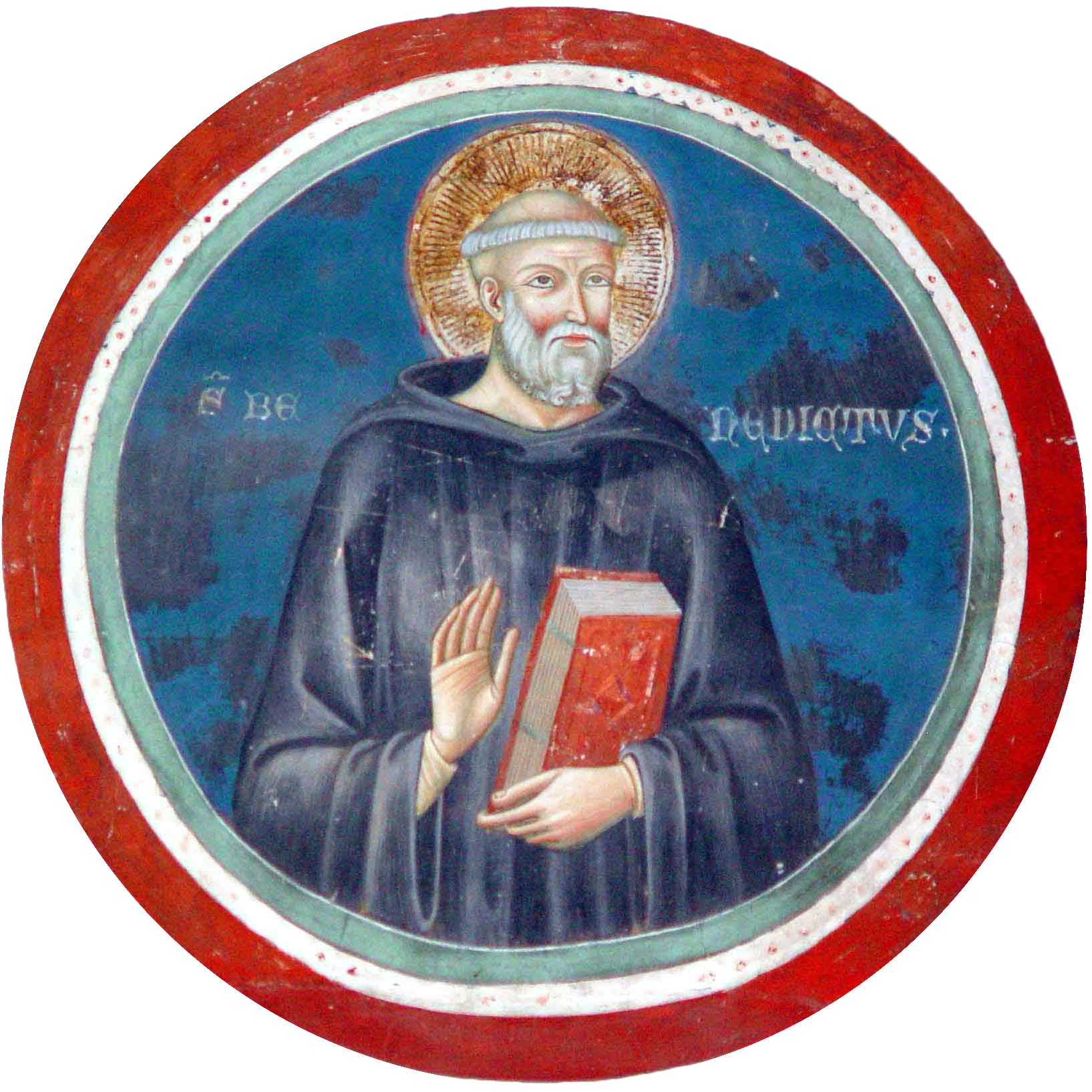
Saint Benoît de Nursie